# Classification européenne des aptitudes-compétences, certifications et professions
 (février 2024).
La Classification européenne des aptitudes/compétences, certifications et professions (ESCO) est une classification multilingue qui identifie et catégorise les compétences, les qualifications et les occupations pertinentes pour le marché du travail et l'éducation de l'UE. L'ESCO a été développé par la Commission européenne depuis 2010.
ESCO v1 contient environ 2 950 occupations, chaque occupation est classée selon la Classification internationale type des professions (version 2008).
ESCO est publié dans les 24 langues officielles de l'Union européenne ainsi qu'en norvégien, islandais et arabe.
ESCO est une extension du schéma CITP.